# Live on St. Patrick's Day from Boston, MA
Live on St. Patrick's Day from Boston, MA is het eerste livealbum van de Amerikaanse punkband Dropkick Murphys. Het album werd uitgegeven door het platenlabel Hellcat Records op 10 september 2002 op cd en als dubbelelpee. In 2015 werd de laatstgenoemde versie van het album heruitgegeven. Het album is in maart 2002 tijdens drie aparte concerten opgenomen in de Avalon Ballroom in Boston, Massachusetts.

## Nummers
| 1. "Intro" - 0:57 2. "For Boston" - 1:27 3. "Boys on the Docks" - 2:26 4. "Road of the Righteous" - 2:38 5. "Upstarts & Broken Hearts" - 2:49 6. "The Gauntlet" - 2:57 7. "Rocky Road to Dublin" - 2:36 8. "Heroes From Our Past" - 3:50 9. "Finnegan's Wake" - 2:15 10. "Which Side Are You On?" - 2:31 11. "A Few Good Men" - 3:12 12. "Curse of a Fallen Soul" - 3:16 13. "The Torch" - 3:48 | 1. "Gang's All Here" - 4:52 2. "Forever" - 3:35 3. "Spicy McHaggis Jig" - 3:23 4. "John Law" - 1:30 5. "Wild Rover" - 3:24 6. "Fortunate Son" - 3:23 7. "Nutty" - 1:38 8. "Good Rats" - 4:10 9. "Amazing Grace" - 2:28 10. "Alcohol" - 1:54 11. "Barroom Hero" - 2:43 12. "Dirty Water" - 3:20 13. "Bloody Pig Pile" - 3:15 |